# Ludwig Happich
Ludwig Friedrich Happich (* 11. April 1858 in Kirchhain; † nach 1929) war ein deutscher Reichsgerichtsrat.

## Leben
Ludwig Happich wurde 1880 auf den preußischen Landesherrn vereidigt. 1890 wurde er Amtsrichter und 1899 Landrichter. 1900 wurde er zum Landgerichtsrat befördert. 1904 ernannte man ihn zum Oberlandesgerichtsrat. 1910 kam er als Hilfsrichter an das Reichsgericht in den V. Zivilsenat. 1912 wurde er zum Reichsgerichtsrat ernannt. Er war im III. Strafsenat des Reichsgerichts bis zu seiner Pensionierung tätig.